# كيفن شارب (لاعب كريكت)
كيفن شارب (6 أبريل 1959 في المملكة المتحدة - ) (بالإنجليزية: Kevin Sharp)‏ هو لاعب كريكت بريطاني. لعب مع Northern Cape (cricket team) ‏.

## وصلات خارجية
- كيفن شارب على موقع إي آس بي آن كريك إنفو (الإنجليزية)